# Mericisca scobina
Mericisca scobina är en fjärilsart som beskrevs av Frederick H. Rindge 1958. Mericisca scobina ingår i släktet Mericisca och familjen mätare. Inga underarter finns listade i Catalogue of Life.